# Sigrun Pfitzenreuter

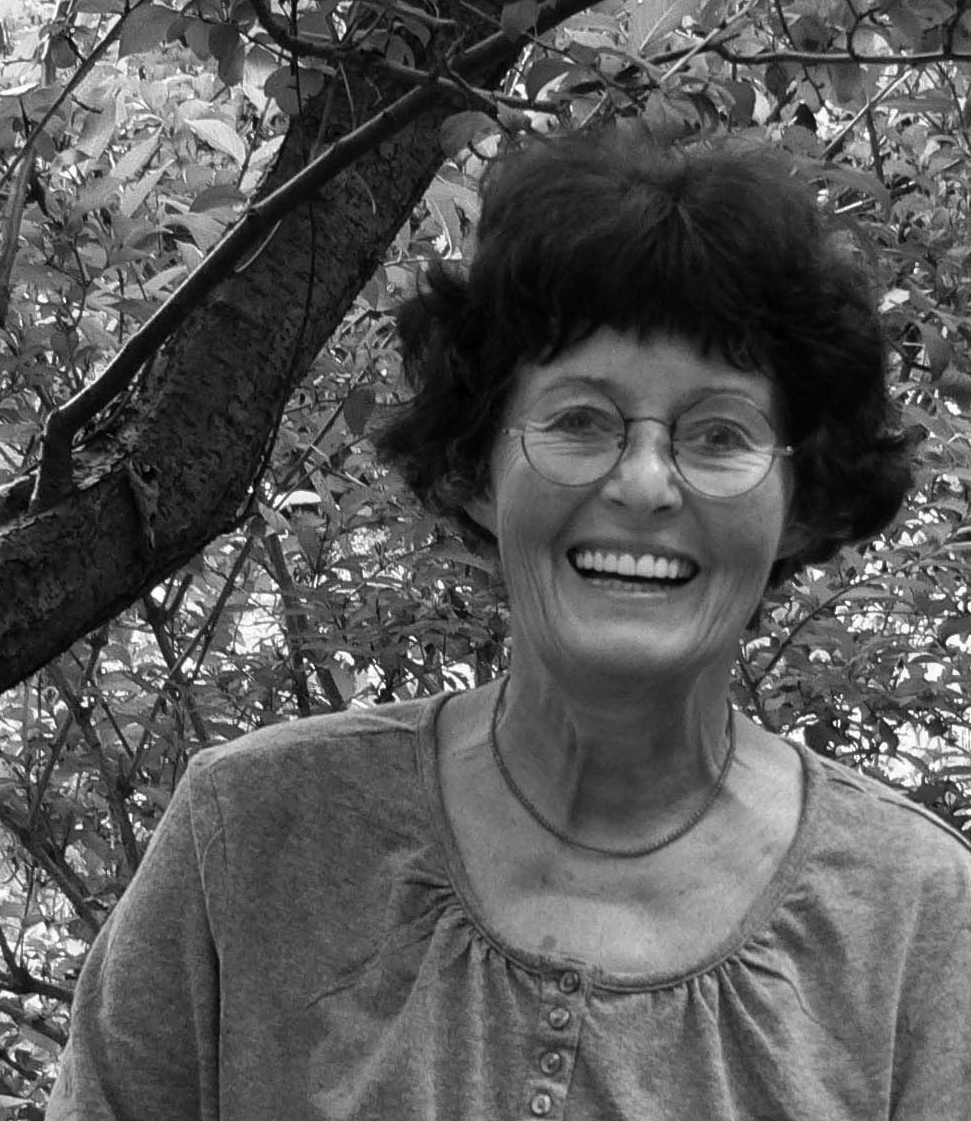
Sigrun Pfitzenreuter

Sigrun Pfitzenreuter (* 1941 in Elbing; † 2015 in Wildau) war eine deutsche Malerin und Grafikerin.

## Leben und Werk
Die Mutter Sigrun Pfitzenreuters kam mit ihren Kindern 1945 auf der Flucht vor der Roten Armee aus Elbing nach Wernigerode. Nach dem Schulabschluss absolvierte Sigrun Pfitzenreuter im Dresdner Defa-Trickfilmstudio ein Vorbereitungsjahr für die Hochschule für Bildende Künste Dresden (HfBK). Sie studierte dann drei Jahre Grafik und Buchkunst an der HfBK, brach das Studium aber ab und ging an die Hochschule für Grafik und Buchkunst Leipzig, wo sie ihr Diplom als Buchbildillustratorin erwarb. 1966 zog sie nach Wildau und arbeitete freischaffend vor allem als Buchillustratorin, insbesondere für Kinderbücher des Kinderbuchverlags Berlin, aber auch für weitere Berliner Verlage. Für die Kinderzeitschrift Frösi illustrierte sie Comics. Sie betätigte sich auch als Keramikerin und erhielt dazu u. a. öffentliche Aufträge, verdient insgesamt aber wenig.
Sigrun Pfitzenreuter war bis 1990 Mitglied des Verbands Bildender Künstler der DDR und 1987/1988 in Dresden auf der X. Kunstausstellung der DDR vertreten.
Nach der deutschen Wiedervereinigung bekam sie, wie eine Anzahl weiterer Künstler, keine Aufträge mehr. „Die Verlage waren über Nacht weg“, blickte sie zurück. Um den Lebensunterhalt zu sichern, arbeitete sie in der Abteilung für Bilder und Bilderrahmen eines Möbelhauses in Wildau. Ihr Ehemann Michael, gelernter Maschinenbautechniker, machte sich in einer „Ich-AG“ als Baumkletterer selbständig.
Sigrun Pfitzenreuter suchte und fand dann neue Möglichkeiten und Formen künstlerischer Arbeit. Sie schuf nun vor allem Kleinplastiken. Als Malerin arbeitete sie gern mit Aquarell und ab etwa 2002 mit Pastell. Sie erschloss sich auch die Technik der Frottage.
Mit Frank Beutel, Günter Böhme (* 1940), Hans der Fährmann und Ute Weckend (* 1966) schloss sie sich 2010 zur Künstlergruppe 2010 zusammen. Diese hatte u. a. 2010 mit Künstlern aus dem Ennepe-Ruhr-Kreis in Schwelm eine große Ausstellung zum Thema 20 Jahre Wiedervereinigung.
Sigrun Pfitzenreuter war in den letzten Jahren in der Region auf einer bedeutenden Zahl von Ausstellungen vertreten, u. a. in Eichwalde, Eisenhüttenstadt, Königs Wusterhausen, Lübbenau und Potsdam, zumeist mit befreundeten Künstlern.

## Werke im öffentlichen Raum und architekturbezogene Werke
- Supraporten für zehn Hauseingänge Gutenbergstraße 2–6 und 111–115 in Potsdam, 1985; mit Ingeborg Fürstenberg (* 1931) und Elena von Martens[6]
- Lustige Böcke (Stelen, Terrakotta, Garten der Evangeliums-Christengemeinde; Berlin-Hellersdorf, Havelländer Ring 40)

## Postume Ausstellungen
- 2017: Lübben, Rathausgalerie („Ein Leben für die Kunst“)
- 2022: Königs Wusterhausen, Bürgerhaus („Farbe und Form“)